# 火石梁遗址
火石梁遗址，位于中国甘肃省酒泉市金塔县，为一个全国重点文物保护单位，类型为古遗址。
火石梁遗址的历史年代为青铜时代。